# دانشگاه آزاد اسلامی واحد تهران شرق
دانشگاه آزاد اسلامی واحد تهران شرق یکی از واحدهای دانشگاه آزاد اسلامی واقع در ۱۸ کیلومتری شرق تهران در ایران است. این واحد دانشگاهی از نظر تقسیمات مناطق شهری تهران، در منطقه ۱۵ شهرداری واقع شده‌است و در شهر قیامدشت قرار دارد.

## پیشینه
این واحد با تصویب هیئت امنای دانشگاه آزاد اسلامی با عنوان واحد تهران شرق در چهارم اسفند ماه سال ۱۳۷۸ تأسیس و فعالیت خود را در سال ۱۳۸۰ با جذب تعداد ۴۰۰ نفر دانشجو آغاز کرد.

## وضعیت فعلی
این واحد دانشگاهی هم‌اکنون با درجه بسیار بزرگ و در منطقه شرق تهران در سایتی به مساحت ۵۴ هکتار، ۱۹۸ نفر عضو هیئت علمی، ۵۰۰ نفر استاد مدعو، دارای ۱۰۳ رشته مصوب فعال تا مقطع دکتری تخصصی، کتابخانه مرکزی مجهز، مرکز سلامت و مشاوره، مرکز رشد نانو و انرژی‌های نو، دارای ۴ واحد فناور و انجمن‌های فعال دانشجویی از جمله انجمن رباتیک با چندین ثبت اختراع فعالیت می‌کند.

## دانشکده‌ها
1. دانشکده فنی و مهندسی
2. دانشکده علوم پایه
3. دانشکده هنر و معماری
4. دانشکده علوم انسانی

## گروه‌های آموزشی
1. مهندسی کامپیوتر
2. مهندسی برق
3. مهندسی پزشکی
4. مهندسی عمران
5. مهندسی مکانیک
6. مهندسی هوافضا
7. مهندسی شهرسازی
8. مهندسی هسته ای
9. مهندسی معماری
10. مهندسی اپتیک و لیزر
11. علوم و مهندسی صنایع غذایی
12. زبان و ادبيات فارسي
13. فیزیک
14. ریاضیات و کاربردها
15. علوم کامپیوتر
16. نقاشی
17. عکاسی
18. آمار
19. شیمی کاربردی
20. میکروبیولوژی
21. تربیت بدنی
22. روان شناسی
23. هنر
24. حقوق
25. حسابداری
26. زیست‌شناسی سلولی و مولکولی
27. معماری و شهرسازی
28. مدیریت مالی
29. مدیریت بازرگانی
30. برنامه ریزی اجتماعی و تعاون
31. روزنامه‌نگاری
32. فقه و حقوق انسانی
33. روانشناسی

## رشته‌ها
1. مهندسی برق الکترونیک
2. مهندسی برق سیستم‌های الکترونیک دیجیتال
3. شیمی دارویی
4. مهندسی پزشکی
5. مهندسی پرتوپزشکی
6. مهندسی اپتیک و لیزر
7. علوم ورزشی
8. فیزیولوژی ورزشی کاربردی
9. آسیب‌شناسی ورزشی و حرکات اصلاحی
10. زیست فناوری (بیوتکنولوژی)
11. زیست‌شناسی علوم سلولی و مولکولی
12. زیست‌شناسی سلولی و مولکولی میکروبیولوژی
13. زیست‌شناسی میکروبیولوژی
14. مهندسی مکانیک
15. نانوفیزیک
16. مهندسی مکاترونیک
17. مهندسی رباتیک
18. مهندسی مکانیک ساخت و تولید
19. علمی کاربردی تأسیسات تهویه مطبوع
20. مهندسی کامپیوتر نرم‌افزار
21. مهندسی عمران سازه
22. مهندسی عمران ژئوتکنیک
23. مهندسی عمران
24. مهندسی اجرایی عمران
25. علمی کاربردی نرم‌افزار کامپیوتر
26. علمی کاربردی گرافیک

- و دیگر رشته‌ها

## روسای واحد
اولین رئیس واحد تهران شرق آقای سید فرهاد سجادی از سال ۱۳۷۸ تا ۱۳۹۰
دومین رئیس واحد تهران شرق آقای بهروز میرزا از سال ۱۳۹۰ تا ۱۳۹۲
سومین رئیس واحد تهران شرق آقای رشید ذوالفقاری زعفرانی از سال ۱۳۹۲ تا ۱۳۹۳
چهارمین رئیس واحد تهران شرق آقای ابراهیم حلاجیان از سال ۱۳۹۳ تا ۱۳۹۵
پنجمین رئیس واحد تهران شرق آقای احمد سیف از سال ۱۳۹۵ تا ۱۳۹۸
ششمین رئیس واحد تهران شرق آقای قاسم فرج پور خاناپشتانی از سال ۱۳۹۸ تا ۱۳۹۹
هفتمین رئیس واحد تهران شرق آقای عباس گوهری از سال ۱۳۹۹ تا ۱۴۰۱
هشتمین رئیس واحد تهران شرق آقای سید علی موسوی اصل از سال ۱۴۰۱ تا کنون